# 電撃学園RPG Cross of Venus
『電撃学園RPG Cross of Venus』（でんげきがくえんアールピージー クロス オブ ヴィーナス）とは、2009年3月19日に日本のアスキー・メディアワークスより発売されたニンテンドーDS用アクションRPGである。略称は「電撃RPG」、「COV」など。

## 概要
アスキー・メディアワークスのライトノベルレーベルである電撃文庫が2008年に15周年を迎えるのを記念して制作された作品であり、8つの人気作品を中心に電撃文庫のキャラクター達が共演する。プレミアムパックはねんどろいどぷち4体セットが同梱されている。
また、電撃モバイルにて携帯アプリ版『電撃モバイル学園RPG+Q』（でんげきがくえんアールピージープラスキュー）も配信されている（iモード・Yahoo!ケータイ対応）。さらに新要素を加えた『電撃学園RPG Cross of Venus SPECIAL』（でんげきがくえんアールピージー クロス オブ ヴィーナス スペシャル）を2011年2月10日に発売した。

## ゲームシステム
ゲームは探索を行うRPGパートと戦闘を行うアクションパートから構成されている。RPGパートは見下ろし視点で、主人公を操作して探索を行う。アクションパートは横視点2Dで、連続でボタンを押すことで必殺技を出すなどして戦闘を行う。戦闘では戦闘キャラクター3人と電撃ヘルパー3人までを選ぶことができる。戦闘キャラクターは敵と戦うキャラクターで、電撃ヘルパーは「アビリティカード」を用いて戦闘キャラクターの体力回復などで戦闘を補助するキャラクターである。アビリティカードは戦闘中の下画面に表示され、タッチペンを用いた操作を行う必要がある。

### モバイル版の変更点・追加要素
- 戦闘パートをアクションから、4択クイズを解いて敵にダメージを与えて倒すクイズバトルに変更。戦闘中のキャラクターの交代不可。電撃ヘルパー及び電撃カードの廃止（ヘルパーのキャラクターは登場・仲間にはなるが戦闘には関わらない）。
- RPGパートをボードゲーム方式に置き換え（進行方向はプレイヤーが決められるが、それぞれのマスは必ず実行しないと進めない）、校内は移動不可。マスは、国語・地歴公民・数学・理科・英語・家庭科・情報・課外・総合（クイズバトル）、全員のHP回復、障害物突破バトル（クイズ）、ミニバトル（クイズではない簡易型戦闘）。必殺技はMP制による任意発動ではなくクイズに各問規定の時間内に3問以上連続正解を継続かつ敵を倒す際に発動（ボスは「力をためている」際にプレイヤーが連続不正解することで発動）。
- RPGパート簡素化に伴う、一部の演出・キャラクターの省略。
- S章及びそれに伴い出現するショップ機能・遊技場の廃止。
- チャレンジモードとしてひたすらクイズを解いていくモードも用意され、全国ランキング対応。
- キズナに話しかけて出るメニューを「小説内へ進む」（クリア済の話に再び入るのは不可）、「話をする」（校内移動廃止に伴う。キャラクターを選択して会話）、「成績」（回答した合計問題数・合計正解数。合計不正回数・総合正解率・得意ジャンル・苦手ジャンル・最大スコアの参照）の3つに差し替え。右ボタンメニューは、キャラクター・アイテム・ヘルプ・セーブ・ロード・タイトル。
- 音声は全てカット。
- セーブ機能を簡素化（セーブファイル1つのみ。RPGパート中のセーブは一時的保存でロード時に破棄）。
- エンディング後を簡素化する代わりに新たな結末を追加。主人公が絶夢を倒すことを選択しなかった場合の話が描かれる。

### SPECIALの変更点・追加要素
- 平面状の舞台を立体的に再現、人物の向き･移動が4方向から8方向になった。また、これに伴い一部のステージの仕掛けの配置変更や、人等が邪魔で通れなかった道が使える様になり、逆に繋がっていた通路が行き止まりに変更されている場所もある。
- メンバーの能力値、敵との遭遇率を再調整。それに伴い一部ステージにおいて遭遇する雑魚敵の種類に変化がある。
- 新難易度に最上級の「電撃」を搭載。
- 電撃カードの出典が一部近年の作品に変更（類数は変わらず）され、それに伴い一部合成パターンが変化している。又、機会を逃せば入手不可能になるカードがいつでも取りに行ける[3]ようになり、図鑑未完成の心配がなくなった。
- 特別出演者（ホロ、フィーロ、ようこ）のなくした貴重品を探すという形で新たな外伝が3章出現し、特別出演者の出番が増えている。この外伝では彼らの世界ではなく、依頼を受けた直前の章[4]が舞台になる。
- フィーロの外伝をクリアするとフィーロの遊技場で遊べるミニゲームに「ダンプ」が追加。
- クリア後に行ける電撃文庫編集部においてパワーアップしたボスキャラクター[5]との「再戦モード」が登場。ただし中ボス格（朱浬、マリアンヌ、春香の描いた猫（ボス）、終章に出てくる偽者4人（亜美、ザンス、冬流、葉月））と絶夢（及び真・絶夢）は出てこずゲーム中2回闘うステイルとフリアグネは2戦目仕様（ステイル：本物、フリアグネ：後半戦）となっている。また、榎本やシズなどには名前に「偽・」とついていない。
- 音楽、会話音声等の音周りを、サンプリングレート2倍等の向上。
- 登場人物画を128色に増加、ブラッシュアップを行い向上。
- 仲間との会話・相談内容、物語中の出来事、人物の反応や動作等の物語演出面を強化。
- キャラクター図鑑の機能をボイスからイベント（学園内の交流や小説世界の場面）再生に変更。
- エンディング後に新たな場面が出現。主人公とキズナのその後が書かれる。

## 世界観
本作では、現実世界にある「電撃学園」と電撃文庫の中に広がる世界が“絶夢”と呼ばれる組織によって結び付けられてしまうところからスタートする。絶夢は小説のストーリーを改変して人々の感情を奪い、世界を滅ぼすことを目的とした組織である。主人公である電撃学園の生徒を操作するプレイヤーは2つの世界を行き来して絶夢の計画を阻止することが目的である。
本作には電撃文庫の作品からキャラクターが登場する。主な登場作品は『灼眼のシャナ』『キノの旅』『イリヤの空、UFOの夏』『乃木坂春香の秘密』『とある魔術の禁書目録』『とらドラ!』『撲殺天使ドクロちゃん』『アスラクライン』の8つであり、各作品の主人公やメインヒロインのほかに仲間や宿敵などが登場する。その他の電撃文庫の300作品以上からもキャラクターが登場し、参加声優は43名にまで及ぶ。
事件が起きたのは西暦2009年、桜の季節（特典小説の登場人物の会話より。主人公とキズナが学生ということを踏まえれば〈1学期始まり頃〉の出来事）となっている。『灼眼のシャナ』のフレイムヘイズや徒達「紅世」の存在は異世界の存在を認知しており、移動できる。規制上で行動が制限され、影響も受けるがある程度の散策は可能。また、終章と外伝を除いた各章の題は原作において実際に扱われた副題であり、その舞台裏を主人公視点で描いた展開になっている。

### 異世界における規制
主人公らが向かう世界は主に本来の時間より過去や未来の場面であり、自身らが異分子でもあることを考慮して行動しなければならない。
- 場所や時間の関係で、その時点に出会わせなければいけない人物と出会わせてはいけない者同士がいる。
  - 例：（前者）その世界の主人公とヒロイン。（後者）異なる時間軸の本人同士。
- 「物語」に関わる施設や品を破壊、機能不全にしてはならない。
  - 例：浅羽がイリヤに水泳指導をする屋外プール。上条が壊さなければならない「歩く教会」。
- 「物語」の事象で決まる人物の（敵味方の例外はなく）生死を変えてはならない。
  - 例：初代キノが殺されること、敵となる人物のパターンに当たるのはステイルや神裂火織で本作時点で敵対者だが、その後の原作で上条にとって必要不可欠の存在になる。
- たとえ自身の事であっても未来、或いはそれに関わる出来事を知ってはならない。
  - 例：主人公とヒロインの今後の関係。インデックスに仕掛けられた「首輪」の術式。
- 「物語」において重要な場面に（たとえ凄惨な出来事であっても）介入してはならない。
  - 例：主人公がヒロインや周囲の人々との関係を深める交流。敗北する戦いや辛い過去は、主人公が成長するため。
- 他の創造者の世界では、“紅世の王”が本来の姿で顕現する事は出来ない。
  - ドラマCD収録『キズナの冒険』の最終章にて絶夢が語っている。

しかし「物語」に影響を与えさえしなければ、その世界の人物との交流や施設の利用は可能。例としてクリア後に登場するヘカテーや一方通行は異世界の人間と接触または戦闘行為を行い、その世界の人々に認識されているが、主人公やそれに類する人物との面識は無い（噂だけで実際には会っていない）。仮に異世界の者同士で戦闘になっても相手の未来を変えなければ問題にはならない（その証拠に一行は障害になる人物を倒しているほか、ドラマCDでシャナと大河が一騎討ちをしている）。

## あらすじ
図書館に大量の電撃文庫が置かれている電撃学園。そこでは、夜な夜な幽霊が出るという噂が生徒達の間で話題になっていた。
ある日、主人公は幽霊の正体を探るために幼馴染の春日井キズナと共に夜の学園に侵入し、購買部のシャッターを何者かが破壊している現場に出くわした。幽霊かと思われたそれは、日本刀を手にし、メロンパンに噛り付いている他校の学生服に身を包んだ少女であった。すると、少女の後ろから奇妙な怪物が現れて3人に襲い掛かってくるも、少女の刀の一撃で倒される。
突然の出来事に呆然となる主人公とキズナであったが、不意に主人公の脳裏に8人の少女が十字架に磔にされた光景が浮かび上がった。少女はシャナと名乗ると、「世界を救う為に手を貸しなさい」と2人に告げる。

## 登場人物

### ゲームオリジナルキャラクター
現実世界と小説世界で分けられたが、後に「主人公の世界」も他の世界で「物語」として描かれていることが明らかになる。
主人公（デフォルト名なし）
声：竹本英史（戦闘時のみ）
イラスト：黒星紅白
戦闘キャラクター / 攻撃系統：斬撃 / 属性「闘」
私立電撃学園に通う高校2年の男子生徒。16歳。学園で噂になっている幽霊の正体を探ろうとキズナと共に夜の学園に忍び込み、そこでシャナに出逢った事で世界の命運を巡る戦いに巻き込まれる。「イリヤの世界」に来た時にシャナから片手持ちの大剣型宝具「吸血鬼（ブルートザオガー）」を渡され、以後の戦いで使っていく。当初はシャナの強引な性格に引っ張りまわされていたが、次第に対応していく。女性へのデリカシーに欠ける発言が多々あり、女性陣から「サイテー！」と言われたり、冷たい目で見られることもしばしば。男性で異世界の存在と戦う力を持っているのは彼だけであり、各劇中の主人公の技を行使できるが、なぜそんなことを成せるのかについては全く触れられない。終章にて究極の選択を迫られる。
唯一、必殺技の「兜割」がLevel5になることで封絶により敵全員の動きを封じて剣を振り下ろす「封・兜割」に進化する。
射程が長く一撃の威力も高い反面、隙が出来やすく多段ヒットの技がほとんどない。彼のみLevelUP時のポイントで好きなように能力値を振ることが可能。必殺技も多少の隙があるが高威力で且つ、更に特別な効果を生むものが占めている。
春日井 キズナ（かすがい キズナ）
声：喜多村英梨
イラスト：いとうのいぢ
本作のヒロイン兼解説役。主人公の幼馴染で一つ（半年程）年上の同級生。趣味は読書で、電撃文庫の全巻読破を目指している（学園では電撃文庫が大人気であり、特にキズナはそれを理由に図書委員長になるほどのファン）。シャナのことを当初は「（シャナの）コスプレをしている少女」と思い込んでいた。登場人物の相談相手にもなり、主人公曰く「良く言えば親切、悪く言えばお節介｣な性格。逆に彼女が主人公に優しくされるとムキになる。ゲーム中は彼女に話しかけることで次の世界や、ヘルプ等を見ることができる。
召喚カードは光の粉を振り撒く、物語の題名と同じ最高回復技「クロスオブヴィーナス」。
ドラマCD『キズナの冒険』では実質的主人公であり、事件直前に彼女が見た夢の世界で主人公の歩む事になる未来を体験する。その際、シャナから強引な誘いを受けたり、贄殿遮那で絶夢と対決しそうになる等と災難も体感する羽目になる。
絶夢（ぜつむ）
声：竹本英史
敵キャラクター / 属性「無」 / 状態異常：無効 / 封絶（封・兜割）：無効
イラスト：黒星紅白
本作の悪役。電撃文庫の物語を改竄して世界を滅ぼそうとする、フレイムヘイズにとって“紅世の徒”同様、世界の調和を崩す敵。当初「絶夢」という名は、存在を認知している者たちが組織関係者を含めてそう呼んでいるだけであり、本名や目的すら謎の存在。人の心に付け入る戦術を使う。それゆえか敵人物や絶夢の力で生み出された偽者たちでさえ彼を信用しきっていない。
その正体はこの物語のもう一人の主人公。軽薄な口調で主人公を「兄弟」と呼ぶ。主人公が経験を積めば絶夢も成長し、新たな力を得る。二人のどちらが死んでも「物語」がそこで途切れ、「主人公が消えた世界」の存在が終わる。そして同じ存在でもある主人公が戦う意思を見せない限り不滅のため、彼の決断が彼の世界と電撃文庫の未来を決める。世界の存在と「物語」は創られるのではなく、自分自身で決める物と証明するために「全ての世界」に戦いを挑む。
戦闘時は「吸血鬼」に似た漆黒の大剣（名称不明）を奮う。強攻撃時に斬撃が紫に変色する。必殺技は不気味な紫色の火球で敵を取り囲む「ユメヲタツホノオ」。また、主人公と同一存在なだけあり一部主人公が使う技も使用できる。
真・絶夢（しん・ぜつむ）
イラスト：緒方剛志
敵キャラクター / 属性「無」 / 状態異常：無効 / 封絶：無効
本性を現した絶夢。身体から溢れていた黒い波動が全身を包み、獣人の様な姿を形成している。非常に高い耐久力を持ち、戦闘方法も大幅に変化している。身体を変化させ、必殺技や召喚技を連続で行う技や攻撃を受けるとランダムに状態異常を起こす「絶望の雨」を使う。
必殺技は自らを霧状にして画面を暗転させ、必ず封印状態になる不意打ちを仕掛ける「夢の無い世界」。SPECIALのクリア後、再び居城に向かう事で、警告文が現れ「更に強大になった絶夢」に挑戦できる。
ドラマCD『キズナの冒険』ではこの姿で登場（会話は人間体の声質）したようで、単純な腕力のみでシャナを圧倒するという桁外れの実力を知らしめた。

### 電撃文庫の世界の住人
登場人物同士の存在が惹かれあって電撃学園に来た主人公たちや絶夢の力で異世界に干渉出来るようになった敵対者。その他にも世界を探索する内で出会う人物（声優、立ち画無し）が登場する。

#### 灼眼のシャナ
（原作：高橋弥七郎 原作イラスト：いとうのいぢ）
“炎髪灼眼の討ち手”シャナ
声：釘宮理恵
戦闘キャラクター / 攻撃系統：斬撃 / 属性「闘」
主人公とキズナが初めて出逢う登場人物で『灼眼のシャナ』の主人公兼ヒロイン。絶夢に対抗できる力を持つ人間を求めていたフレイムヘイズ。表向き悠二の同級生・平井 ゆかり（本来はフリアグネの“燐子”に存在を奪われた犠牲者）としての顔を持つが本作でその名は登場しない。異世界の出来事や人物に詳しく、キズナ同様に解説役も担う。探索では彼女の封絶が敵の捜索や行動に役立つ。クールで生真面目な性格なため、好き勝手にやっているマージョリーたちには手を焼く。大河とは気が合わないが声が似ていると言われるためか、なぜか他人には思えない。逆にキノとは気が合うのか意見が一致することが多い。
最強技は巨大な炎の拳を相手にぶつける「炎の拳」。能力的には射程が短い反面、移動能力が高く、一気に間合いを詰め込んで攻める接近戦タイプ。必殺技が中～遠距離に対応したもので通常攻撃の射程の短さを補える。
坂井 悠二
声：日野聡
「シャナの世界」のもう一人の主人公。 零時毎に宿主の存在の力を回復する“零時迷子”を宿す“ミステス”。シャナの（武器の「贄殿遮那」からとった）名付け親であり、彼女と出逢った経験から絶夢や異世界の存在にも自然体で対応して主人公を感心させる。フレイムヘイズを救ってきた洞察力の高さは健在。主人公の「吸血鬼」はこの後、彼の手へ渡ることとなる。
“天壌の劫火”アラストール
声：江原正士
シャナと契約した“紅世の王”。絶夢の存在を危険と感じシャナと共に行動に出る。彼によれば全ての世界は「人の心」を動かすための「物語」となり、「主人公の世界」で異世界が電撃文庫になっているように主人公たちもどこかの世界で「物語」を読まれている。主人公のことは「少年」、キズナは「娘」と呼んでいる。シャナと同様に彼もマルコシアスが苦手であり、主人公も「アラストールにまで」と意外に呆れてしまう。余談として彼の台詞に一部、『撲殺天使ドクロちゃん』のおかゆまさき氏が確認を取った物がある。
“弔詞の詠み手”マージョリー・ドー
声：生天目仁美
敵キャラクター / 属性「闘」 / 状態異常：無効 / 封絶：無効
第12章のボスキャラクターにして、「殺し屋」として知られるフレイムヘイズ。「面白そうだから」と絶夢の件に顔を出し、対決した後は学園に居座る。酒癖の悪さは相変わらずで小萌と泰子の2人と酒盛りを始める。
必殺技および召喚技は獣型の炎の衣を纏う「トーガ」。
“蹂躙の爪牙”マルコシアス
声：岩田光央
マージョリーと契約した“紅世の王”。酔っ払った彼女に振り回される人を見て楽しむ。
“狩人”フリアグネ
声：諏訪部順一
敵キャラクター / 属性「恋」 / 状態異常：無効 / 封絶：無効
数多くのフレイムヘイズを破ってきた“紅世の王”。かつてシャナと戦い敗北したフリアグネ本人。絶夢の手で蘇り、シャナを付け狙う。ステイル（偽者と本物）を除けばボスの中では唯一第8章と第15章の2回に渡り出て来るボスキャラクター。主にトランプ型宝具「レギュラーシャープ」や燐子を使い攻撃するほか空中に浮き攻撃を避けてくる。第6章の時点では消滅より復活してからまだ間が無かったようで、玲士郎からは「あなたは無理をしない方がいい」と言われており、第8章でシャナ達に戦いを挑んだ際もまだ本調子では無く本人が思っていた以上にたやすく敗北してしまう。その時にアウレオルスによって助けられ離脱。後に16章で本来の強さを取り戻したようだが、「シャナの世界」でマリアンヌが消滅した場面を目にした事で正気を失いつつあった。そしてその場面にいるかつてのシャナと自分自身をも倒し、その場面を改竄しマリアンヌを蘇らせ本来の目的であったマリアンヌを1個の存在にするために、一行に再び挑むも敗北する。シャナやアラストールはその悲劇的な最期を哀れんだが主人公から「自分にとって大切な物の為に」と賞賛を送られる。
必殺技及び召喚技は“燐子”を弾けて爆発させるハンドベル型宝具「ダンスパーティ」。SP「再戦モード」戦闘時は更にランダム状態異常の効果を持つ。
マリアンヌ
声：こやまきみこ
敵キャラクター（異形） / 属性「恋」 / 状態異常：無効 / 封絶：無効
フリアグネの“燐子”で恋人でもある小さな人形。主人公たちがフリアグネに近づけないように罠を仕掛ける。
第15章でフリアグネの前哨戦として対決、鎖に変化する武器封じのコイン型宝具「バブルルート」を振り回す。
“千変”シュドナイ
声：三宅健太
敵キャラクター / 属性「闘」 / 状態異常：無効 / 封絶：無効
第9章のボスである「三柱臣（トリニティ）」の将軍でシュドナイ本人。絶夢に雇われ「伊里野の世界」で主人公たちと対決する。その後、主人公らと戦ったヘカテーを助け、「俺達の世界の戦いの結末は、俺達の世界で迎えるべきだ」と言い残し去る。愛用の剛槍型宝具「神鉄如意」と自在に姿を変えられる身体が武器。
必殺技及び召喚技は虎が中心の怪物に姿を変える「千変」。
“頂の座”ヘカテー
声：能登麻美子
敵キャラクター / 属性「恋」 / 状態異常：無効 / 封絶：無効
クリア後に登場する「三柱臣」の巫女。「伊里野の世界」で「白い幽霊」と噂になっていた。彼女がそこで何をしていたか語られることはない。
必殺技及び召喚技は流星の様な光弾を跳ばす自在法「アステル」。
“屍拾い”ラミー
ある目的の為にトーチから存在の力を集める徒であり、シャナ関連の登場人物の中では数少ない味方。「伊里野の世界」で主人公たちと出会い、シャナ以外のメンバーが封絶内で行動できるように自分のハンカチをくれる。キノは彼を自分と同じ「旅人」ではないかという印象を持った。
カンターテ・ドミノ
敵キャラクター（機械） / 属性「無」 / 状態異常：有効 / 封絶：無効
「教授」こと “探耽求究”ダンタリオンの助手である“燐子”。雑魚キャラクターとして大量に登場する。物語内には破壊活動のため人間に化けて異世界に潜伏し、主人公らを奇襲する者たちもいるがシャナの封絶内でも動けるためそれが原因でばれることがほとんど。
翼の様な部品を広げての体当たりに、スコップを投げつけてくる他、防御不能で混乱効果付の「毛虫爆弾」を使うなど多彩な攻撃を仕掛け、基本能力も高く更に無属性（弱点となる属性がない）のため雑魚の内では強敵の部類に入る。“燐子”だが機械仕掛けの身体のため、対機械の武器系電撃カード「ロッドメイス」が効果的。
SPでフィーロの帽子を盗んだ犯人であり、明言されないがオリジナルのドミノ本人である可能性が高い。（中学生に化けていたのでイリヤから「合ってない」と指摘されていたが）かなり気に入っていた様子だった。

#### キノの旅 -the Beautiful World-
（原作：時雨沢恵一 原作イラスト：黒星紅白）
キノ
声：前田愛
戦闘キャラクター / 攻撃系統：銃撃 / 属性「知」
『キノの旅』の主人公。独自の文化を持った国々を渡る大人の国出身の旅人。冷静沈着で警戒するとすぐ相手にパースエイダー（拳銃）を向けたり、学園で練習するので主人公や竜児を驚かせる。結果的にだが初代キノから受け継いだ「立ち寄った国には三日間しか滞在しない」を本作で初めて破った。異世界ジャンル出身なので、現代や近未来を舞台にした他の世界には強い好奇心わや示し、探索時も物品等に惹かれる事があり、特に乃木坂邸に訪れた際にはその裕福さを羨ましがる様子を見せている。
大人の国では初代キノの死を再び目の当たりにし、悲しみの色を隠せずにいた。
最強技はエルメスに乗り相手に体当たりを仕掛ける「エルメス体当り」。能力的には遠距離から様々な銃器で攻撃する手数重視のタイプ。連続攻撃の後に弾を装填して硬直状態になるため、扱いは難しい。必殺技は長距離重視の他、転倒させるものもあり使い道が多い。
なお、本作オリジナル技としてポンプ式ショットガンも所持しており、モーション作成には、時雨沢恵一氏も監修に参加している。
エルメス
声：相ヶ瀬龍史
キノと共に旅をする喋るモトラド（オートバイ）。諺を間違えるのも陸との犬猿の仲も変わらず。学園内では走れない上に、水前寺と朱浬から勝手に身体をイジられるので早く元の世界に帰りたがる。
シズ
声：入江崇史
「キノの世界」の主人公の一人。キノと同じ旅人で元素晴らしい国の王子。異世界という意外な場所でキノとの再会に驚きながらも安堵を見せる。同じ剣士のシャナとは互いの愛刀を高評価し、意気投合する。絶夢が本物と偽者を使い分けることに理由があるのではないかと後々重要になる部分に気づいていた。
召喚技はバギーに乗り込んで体当たりする「バギーアタック」。
偽・シズ
敵キャラクター / 属性「闘」 / 状態異常：無効 / 封絶：有効
戦闘力の高い人物を基に生み出された偽者で第2章ボス。シズと違い荒い口調で「ひゃはは」と高笑いする。コロシアムで戦っている彼とキノを倒して自分がシズに成り代わろうと企む。
「バギーアタック」以外に手にした剣や混乱状態を及ぼすスタングレネードを使用してくる。
陸
声：大塚芳忠
シズのお供の喋る犬。自身がそうであるためか異世界の特異な人物相手にも動じない（終始「臓物丸」と呼んでくるドクロちゃんや操緒など例外あり）。キノやイリヤなどの動物や珍しい物が好きな登場人物に可愛がられる。
キノの師匠
声：翠準子
「キノの世界」の主人公の一人。キノとの会話に出てくるパースエイダーと「常に冷静に」を教えた女性。
召喚技は自動連射式パースエイダー（キノの修行時代に使われていた物）を用いた「容赦ない師匠撃ち」。
偽・師匠
敵キャラクター / 属性「知」 / 状態異常：無効 / 封絶：有効
成長した絶夢に強化された偽者で第11章ボス。丁寧口調の師匠と違い老婆のような喋り方をする。“燐子”を送り込み、キノの父親を狙う。キノの心情に付け入る為の刺客。
「容赦ない師匠撃ち」を使用する他に様々な火器を使った遠距離戦を仕掛けてくる。
初代キノ（旅の男）
声：井上和彦
キノ誕生の場面に登場。異端者扱いされた少女を父親（声：杉田智和）と大人の国の有力者（声：不明）から庇い死亡するが、この時の少女が後のキノであり、彼女に対して「改変を見過ごせば、旅の男は助かる」と精神的な揺さぶりをかける為に、この場面が標的にされた。
この出来事は主人公とヒロイン達の心に影が指す結果になるも、状況に流されるがまま戦っていた主人公に、明確な覚悟を芽生えさせる。
原作に素顔を描いたイラストがなかったため、メディア毎に姿が異なる。本作は2003年テレビアニメ版を踏襲した眼鏡の青年。

#### イリヤの空、UFOの夏
（原作：秋山瑞人 原作イラスト：駒都えーじ）
伊里野 加奈（イリヤ）
声：野中藍
戦闘キャラクター / 攻撃系統：銃撃 / 属性「知」
主人公が最初に冒険する『イリヤの空、UFOの夏』のヒロイン。園原中学に来た謎の転校生。最初は学園内でも浅羽以外とは距離を置くが仲間として少しずつ歩み寄る。戦時中である出身世界と似てはいるが平和な「主人公の世界」との差に迷いを見せてしまう繊細な面も浮き出る。
第11章終了時の学校風景では教室前で浅羽と小萌が水前寺と朱浬を相手に喧嘩するのを見て珍しく慌てる様子も。
最強技は愛機ブラックマンタを要請して上空から爆撃する「援護射撃」。タイプとしては通常攻撃はナイフ、連続攻撃は火器と遠近どちらでも戦えるキャラだが、攻撃力と防御力が低いのが弱点。必殺技は全戦闘キャラクター中で最もEPの消耗が激しく、最も強力。
浅羽 直之
声：浪川大輔
「伊里野の世界」の主人公。理髪店の息子。出身世界では孤立の一途を辿っていたイリヤが異世界の人々と少しずつ触れ合う姿を見て希望を持つ。バイト代わりに同級生の散髪をして稼いでいたことを話し、立ち聞きしたイリヤからも頼まれている。
榎本
声：井上和彦
浅羽の前に現れる謎の男。当人は「イリヤの兄のようなもの」と名乗っている。イリヤの対人関係を常に気にしている。主人公には、なぜカップ麺を食べる時は屋根の上なのか昔のことを語る。また、見た目の凶暴さを気に入り竜児を自衛軍に勧誘しようとした。
召喚技は部下にバズーカを一斉発射させる「黒服召喚」。
偽・榎本
敵キャラクター / 属性「闘」 / 状態異常：無効 / 封絶：有効
第1章において主人公が初めて対決する偽者（ボス）。榎本と比べて口調はかなり荒っぽい。浅羽とイリヤの出逢いを邪魔するために絶夢の仲間と共に夜の園原中学校で行動する。
主に機関銃や爆弾などの火器を操るほか「黒服召喚」で攻撃してくる。
水前寺 邦博
声：神谷浩史
園原電波新聞部部長。突然学園に飛ばされても元気に部活動を続行する。高校生の主人公でも年上にしか見えない程に大人びた容姿。異世界の記憶を持ち帰れないという事実には度々残念がる。科學部の朱浬と行動することが多い。

#### 乃木坂春香の秘密
（原作：五十嵐雄策 原作イラスト：しゃあ）
乃木坂 春香
声：能登麻美子
電撃ヘルパー / 得意カード：回復 / 属性「恋」
『乃木坂春香の秘密』のヒロイン。私立白城学園のアイドル「白銀の星屑（ニュイ・エトワーレ）」。実はアキバ系であることを周囲にひた隠している。その趣好ゆえ異世界の存在と自身に与えられた役割に歓喜する。主人公の恥ずかしい発言等でよく顔を赤くし、呑気な彼にキツめなツッコミを入れるなど原作に比べるとトゲがある一面を見せる。キノと共にキズナのお世話になっており、彼女の思い遣りが良き支えになっている。第12章で偽・黒崎朱浬を倒すためにインデックスから魔術を教わったりもしている。
人を引き付ける魅力は学園でも変わらず、第11章終了時の学校風景で悠二や智春と中庭で立ち話（その後、2人はシャナと操緒に見つかり引っ張られて行った）をしている。
電撃カードに宿る能力は味方全体のEPを回復させる「白銀の微笑み」。
綾瀬 裕人
声：羽多野渉
「春香の世界」の主人公。偶然、春香の秘密を知ってしまう。学園に飛ばされてなお、何よりも春香の身を案じ続ける。彼女のこともあり、主人公に「キズナを大事にしてやれ」と助言する。ピアノなどが得意な春香はどこかの世界の創造主かもしれないと述べている。
幼少春香
声：能登麻美子
幼少裕人
声：生天目仁美
公園で二人が出会う場面に登場。春香の大事な思い出の一つ。春香はこの時の少年が裕人だとは気づいていない。
乃木坂 美夏
声：後藤麻衣
春香の妹で「月下の苺姫（ムーンライト・ストロベリー）」と呼ばれる。姉想いで素直な性格。乃木坂邸で主人公らと出会い、後に学園に飛ばされる。
電撃カードに宿る能力は味方単体のEPを回復させる「月下の苺姫」。
桜坂 葉月
乃木坂家に仕えるメイド。友達と紹介された主人公らに挨拶（4章終了後に再度、乃木坂邸を訪れれば会える）する。なお、葉月役の清水香里もブギーポップ役として本編に出演しているがボイスがない。終章では最期の力で春香にある事を伝えて消滅し、アラストールから称えられた。
召喚技は後ろに回り込みチェーンソーで斬りつける「死角斬り」。
偽・桜坂 葉月
敵キャラクター / 属性「無」 / 状態異常：無効 / 封絶：有効
絶夢の居城を護る偽者達の一人。
春香親衛隊長
声：清水香里
敵キャラクター / 属性「恋」 / 状態異常：無効 / 封絶：有効
第4章のボスで本作のためのオリジナルキャラクター。主人公らをストーカーと誤認した「星屑守護親衛隊」の隊長。絶夢が物語の登場人物を操るための実験台にされてしまい言動が支離滅裂になっている。
無名のキャラクターだが弓矢や爆弾を使って攻撃し、必殺技「隊員招集」で親衛隊メンバーを特攻させる。他のボスキャラクターと違い、発動時のカットインには「全員集合！！」の文字が出てくる。
春香の描いた猫（ボス）
敵キャラクター / 属性「恋」 / 状態異常：無効 / 封絶：有効
SPから追加された外伝のボスキャラクター。文字通り春香が作中書いた猫の絵が実体化した生物だが、かなり下手くそなので「キセルを持ったクマ」や「変なブタ」等と間違われ、猫好きであるイリヤにさえ「あの猫嫌い」と酷評に遭っている。「毛繕い」で攻撃力をかなり上げてくるので油断すると大打撃を受ける。
ようこの首飾りを盗んだ犯人であり、主人公らに何かを伝えようとするも袋叩きにされたが、正体は彼女の主である川平啓太が悪戯するために偽物とすり替えて力を奪ったが、それがバレて「お仕置き」を食らい、「春香の世界」のものに封じ込められていた個体だった。何も知らずに倒した主人公は首飾りを返した後で真相を知り、啓太を哀れみつつも、これ以上は関わるまいと心の中に留めることとした。
なお、最終章において春香がお守りとして、このキャラクターを模したマスコットを主人公に渡す描写がある。

#### とある魔術の禁書目録
（原作：鎌池和馬 原作イラスト：灰村キヨタカ）
インデックス
声：井口裕香
電撃ヘルパー / 得意カード：攻撃 / 属性「闘」
『とある魔術の禁書目録』のヒロイン。10万3000冊の魔道書を頭に持つ「魔導図書館」。イギリス清教に追われていた頃の彼女。主人公から見てどこか抜けた感じがある。主人公の下心隠さずな発言には「うわあ、サイテーかも」と真っ先にツッコむ。魔術の知識や絶対記憶力体質は異世界の探索に大きく貢献する。
電撃カードに宿る能力は相手を封印状態にする「魔滅の声（シェオールフィア）」。
上条 当麻
声：阿部敦
「禁書目録の世界」の主人公。右手で触れた異能の力を破壊する謎の「幻想殺し（イマジンブレイカー）」を宿す高校生。インデックスと出逢った頃の彼。超不幸体質だが学園に来てからはそれらしいことは起きていないので結構満喫している。絶夢の成長を能力に例えるなど学生らしい部分もある反面、難しい話が苦手なのは相変わらずだが、彼の芯の強さには主人公も感応した。なお、本作の彼は夏季の時間軸から、電撃学園に飛ばされたハズだが、何故か夏服ではなくブレザーの制服を着ている。
右手の力による「イマジンブレイク」は主人公も使用可能。炎撃、雷撃、氷結等の攻撃を（通常、技問わず）消し去りつつ突進し、「吸血鬼」を突きだして反撃する。右手を突き出している間は敵や銃弾等の物理的攻撃をすり抜けることも可能。
御坂 美琴
声：佐藤利奈
戦闘キャラクター / 攻撃系統：打撃・雷撃 / 属性「闘」
対決時 状態異常：無効 封絶：有効
「禁書目録の世界」のもう一人のヒロイン。学園都市第三位の「超能力者（レベル5）」、｢超電磁砲（レールガン）｣。上条からは「ビリビリ女」と呼ばれる。学園都市に初めて訪れた主人公たちとわずかに顔合わせする。ゲームクリア後に学園に現れ、「超電磁砲に勝てたら」という条件（対決して勝利）で仲間になる隠しキャラクター。過去に敗北した（と思っている）上条との再戦に拘る。
最強技は二つ名でもある「超電磁砲（レールガン）」。隠しキャラクターなだけあり能力（特に移動能力）は高いが素手で戦うため射程が短いのが最大の弱点。必殺技は仲間になった時点で全て習得しており、接近戦や遠距離から転倒させるものまで揃っているので好みの戦闘法に合わせられる。
月詠 小萌
声：こやまきみこ
上条が通う学校の担任。見た目は小学生だがれっきとした酒豪で愛煙家の大人。年齢のことに触れると怒る。世話好きで陸やサバトに御飯を与えており、特にサバトには泣きながら感謝されている。
一方通行（アクセラレータ）
声：岡本信彦
敵キャラクター / 属性「闘」 / 状態異常：無効 / 封絶：無効
美琴加入後に登場する「禁書目録の世界」の主人公の一人。学園都市最強の「超能力者（レベル5）」。「キノの世界」のコロシアムでは「凄い手錬れ」と評判になっていた。「俺が強くなるための」などと「絶対能力進化（レベル6シフト）実験」を思わせる発言をするが、実際の彼はその先の時間から来訪しており、単に強い対戦相手を求めていただけらしい。
こちらの攻撃を全て反射（直接攻撃を弾き、間接攻撃は跳ね返す）するため、普通に戦っても倒せない。彼を倒すにはある特殊な電撃カードが必要である。必殺技および召喚技は謎の力によって形成された「黒の双翼」。攻撃を受け続けると反撃に使用してくる。
ステイル＝マグヌス
声：谷山紀章
敵キャラクター / 属性「闘」 / 状態異常：無効 / 封絶：有効
第10章で対決する「必要悪の教会（ネセサリウス）」の魔術師でサバトたち同様未来の世界から呼び出されたステイル本人。未来での自分の立場に異議を唱え、現状を変えるためにインデックスの敵だったころの自分自身を消そうとする。同じく彼女に執着するアウレオルスへ対抗意識がある。
必殺技および召喚技は3000度の炎の巨神「（真・）魔女狩りの王（イノケンティウス）」。また偽者の必殺技である不完全な「魔女狩りの王」も通常技として使用する。
偽・ステイル
敵キャラクター / 属性「闘」 / 状態異常：無効 / 封絶：有効
戦闘力の高い人物を基に生み出された偽者で第3章ボス。言動に大差は見えないが「本物は手加減もするけど僕は違うよ？」と情けは無い旨を語る。ステイルの弱点である禁書目録を手に入れ自分がステイルになろうとする。一度敗れた後に絶夢の手によって蘇り再戦を望むも、本物のステイルが現れ、絶夢に既に捨てられた事実を悟り、焼き尽くされる。
必殺技は不完全な「魔女狩りの王」。ステイルが操る術と異なり十字架型の武器を使わない。
神裂 火織
声：伊藤静
イギリス清教に所属する聖人。上条当麻が戦う場面に登場。この場にいなかったインデックスは二人の会話に戸惑う。
召喚技は文字通りの「唯閃」。
偽・神裂 火織
敵キャラクター / 属性「闘」 / 状態異常：無効 / 封絶：有効
成長した絶夢に強化された偽者で第13章ボス。神裂が激昂した時の荒っぽい口調が滲み出る。与えられた役柄に差別があるとして、エンターテイナーの創造物を妬んでいる。
「唯閃」等の剣術の他に驚異的な身体能力を活かした蹴りなどの攻撃を行う。
アウレオルス＝イザード
声：杉田智和
敵キャラクター / 属性「知」 / 状態異常：無効 / 封絶：有効
第14章のボスである絶夢に呼び出された登場人物本人。元ローマ正教の錬金術師で姿を消していたころ。絶夢の力を利用して禁書目録の宿命を変えようとする。不完全な状態で敗れたフリアグネを救出した後、「春香の世界」で主人公達と対決する。
鍼を首に刺して、考えたことを現実にする「黄金練成（アルス＝マグナ）」で敵の死を誘発させる。必殺技は戦闘キャラクターのHPを1にする「死ね」。召喚技は敵全員にHP半分のダメージを与える「黄金練成」。
アレイスター＝クロウリー
声：関俊彦
敵キャラクター / 属性「知」 / 状態異常：無効 / 封絶：無効
学園都市統括理事長で一方通行撃破後に登場する隠しボス。「禁書目録の世界」で進める「プラン」にあたり、異世界の存在と自分の世界との違いを確認するために学園に現れて主人公に戦いを挑む。版権作品での実質的な最強最後の敵。
原作に先駆けて見せる生命維持装置外での姿だが、後に発売された22巻での「衝撃の杖（ブラステイングロッド）」の幻影といった魔術の類は使用せずに衛星等の科学を主とした戦闘方を行う。必殺技および召喚技は「天使（ヒューズ＝カザキリ）」を出現させる「科学で説明出来ないもの」。
黄泉川 愛穂
警備隊（アンチスキル）に所属する教師で小萌の同僚。財布を落として探しているところを主人公たちと出会う。財布を届けてくれたお礼に一方通行に敗北した主人公たちを勝利させる（一方通行にお灸をすえる）ため、一時的に一方通行の能力を使用不能にする電撃カード「電波遮断」をくれる。

#### とらドラ!
（原作：竹宮ゆゆこ 原作イラスト：ヤス）
逢坂 大河
声：釘宮理恵
戦闘キャラクター / 攻撃系統：打撃 / 属性「恋」
『とらドラ!』のヒロイン。大橋高校では「手乗りタイガー」の異名を持つ不良少女。ラブレターの一件を知られた主人公を警戒している。片思いの祐作に近づこうとするが上手くいかない。声が似ているシャナに比べ、子供っぽく感情的な部分があり、意見が合わず、度々衝突する。
第11章終了時の学校風景では購買部で祐作がインデックスやドクロちゃんと話しているのを少し離れた場所から眺めているなど、他の世界の人物（それがたとえ雄犬である陸であっても）と祐作が絡んでいると非常に機嫌が悪くなる。
最強技は相手を混乱させることも可能な連続攻撃「忘れろーっ！」。タイプとしては素早く近づいて攻撃する接近戦タイプだがコンボを最後までやると頭突きで自滅して硬直する欠点がある。必殺技は全て接近戦用だが隙が少なく、習得に必要なLevelや消費EPも少ない。
高須 竜児
声：間島淳司
「大河の世界」の主人公。大河とは恋の協力関係。父親譲りの鋭い目つきで警戒されたり興味津々で近づく人々に振り回され主人公からは「絶夢の仲間」、シャナからは「多くの返り血を浴び死線を潜り抜けた者」、奏からは「わたしの同族（悪魔）」榎本に至っては「宇宙人も裸足で逃げ出しそうな」と評し、自衛軍に誘おうとした。片思いの実乃梨とは上手く話せないでいる。最初は主人公も恐れをなしたが大河との関係を悟り、「顔は怖いけど良い奴」と分かってもらえる。
第11章終了時の学校風景で中庭にいたサバトに怖がられてしまい、奏に誤解を受けてしまう。
その「サンパクガン（三白眼）」を主人公や絶夢は技として扱い、敵を畏縮（麻痺）させて斬り倒す。
櫛枝 実乃梨
声：堀江由衣
突然飛ばされた学園での生活にも、持ち前の天真爛漫な性格で、即座に順応している。竜児に思いを寄せられているが、鈍感に加えて、彼の奥手さも相まって、気づいていない。
召喚技は戦闘キャラクターにセーフ（回復、攻撃力上昇）アウト（ダメージ、状態異常「封印」）効果判定の「実乃梨の審判」。
偽・実乃梨
敵キャラクター / 属性「恋」 / 状態異常：無効 / 封絶：有効
人の心を利用しようと考える偽者で第6章のボス。実乃梨と比べると大人びた言動で妖艶な雰囲気をかもし出しており、彼女の姿で竜児をかどわかそうとする。
対決時はソフトボールのバットや球を武器にし、「実乃梨の審判」を戦闘キャラクターに使用してくる。SP「再戦モード」戦闘時では「ジャンピング土下座」がランダム状態異常になっている。
ドラマCD『キズナの冒険』にも登場してシャナと対決、一度の跳躍でマンションの屋上に飛ぶという脅威の身体能力を見せる。本編と違い、絶夢が成長していないからか性格は初期の偽者のように凶悪で短絡的になっている。絶夢からはお気に入りだったのか「偽みのりん」の愛称で呼ばれている。
北村 祐作
声：野島裕史
竜児の親友。実乃梨同様、学園に順応している。異世界の登場人物ともすぐに仲良くなる。中には春香などの女性もいるため、大河は益々話しかけづらくなる。異世界の変人（朱浬）や異端（陸）に対しての印象は「面白い」とのこと。
高須 泰子
声：大原さやか
竜児の母親。絶夢との戦いには興味を示さず、常に楽しむことを考える主人公いわく「美人の母親」。夫の話を聞かせた時にはかなり主人公を怖がらせた。小萌やマージョリーと酒飲み仲間になり、主人公の面々を苦笑させる。
偽・川嶋 亜美
敵キャラクター / 属性「無」 / 状態異常：無効 / 封絶：有効
「大河の世界」の同級生から生み出された、絶夢の居城を護る偽者達の一人。鞭（麻痺）や鞄（混乱）で攻撃してくる。本物は出演しない。
必殺技は座り込んだ所を近づいた途端、鞄で殴りつけるカウンター攻撃の「猫かぶり」。
インコちゃん
敵キャラクター / 属性「無」 / 状態異常：有効 / 封絶：有効
高須家のペット。なぜか雑魚キャラクターとして登場。
直ぐに飛び上がって逃亡する上、地上にいる際に近づくと混乱効果の鳴き声で反撃されるが、撃破すれば多額のお金や貴重な電撃カードを落とす、所謂「レアキャラクター」。たまに封印効果付きの「荒ぶるインコのポーズ」で突進してくる。

#### 撲殺天使ドクロちゃん
（原作：おかゆまさき 原作イラスト：とりしも）
三塚井 ドクロ（ドクロちゃん）
声：千葉紗子
戦闘キャラクター / 攻撃系統：打撃 / 属性「恋」
『撲殺天使ドクロちゃん』のヒロイン。未来から歴史を修正するためにやって来た天使。エスカリボルグをいつも持ち歩き、破天荒な性格で主人公たちや周りの人々を振り回すトラブルメーカー。探索時は先走って行動したり罠を作動させたりして主人公を痛い目に遭わせるが何か発見するときもある。桜くんとのやり取りに主人公は「ついていけない」と述べる。
最強技は夜仮面が駆けつけて貫通効果がある枕を三連続で投げる「夜仮面様召喚」。典型的なパワータイプのキャラで短時間のホバリングも可能。必殺技も大打撃を与えるものだが射程が短い上に隙も大きいので上手く繋げる必要がある。
草壁 桜（桜くん）
声：高木礼子
「ドクロの世界」の主人公。未来で不老不死の技術を見つけてしまうため、天使に命を狙われる。その原因であるロリコン疑惑のせいで春香やインデックスとは距離を置かれるほか、主人公からは「見殺しにした方が良かったんじゃ」とまで言われてしまう。学園に来てもなお、ドクロちゃんに一番振り回される役回り。ドクロちゃん曰く、小萌が桜くんの好きな「エロビデオの女優さんそっくり」なので話しかけられただけで殴られた。
第11章終了時の学校風景では苦労人同士だからか、購買部前の廊下で上条と肩を並べながら話している。
三橋檎 サバト
声：釘宮理恵
敵キャラクター / 属性「恋」 / 状態異常：無効 / 封絶：有効
桜の生命を狙う天使。第5章においてダンボール生活で精神に限界が来ていた未来のサバトが絶夢に操られる。そして利用されても懲りずに桜くんを密かに狙う。学園での生活はかなり気に入っている。元の世界での生活のためか上条などの苦労人たちと張り合いになる。更にひょんなことからシャナと大河とも言い争いになる。
必殺技及び召喚技は敵を閉じ込めて無防備にする「ダンボールハウス」。対決時はそれ以外に泣きながら攻撃する「泣くと強くなる」、ガード崩し技の「緊急事態発生」の2つも使ってくる。
宮本 広志、水上 静希
桜の同級生で親友二人。桜くんの秘密が暴露される場面に立ち会っている。
偽・ザンス
敵キャラクター / 属性「闘」 / 状態異常：無効 / 封絶：有効
「ドクロの世界」の天使から生み出された、絶夢の居城を護る偽者たちの一人。
必殺技はカメラのフラッシュで攻撃する「3連写」。
木下くん、松永くん、吉田くん
敵キャラクター / 属性「無」（吉田くん、木下くん）、「知」（松永くん） / 状態異常：有効 / 封絶：有効
3人ともドクロちゃんの魔法で被害を受けた桜くんのクラスメイト。本作ではなぜか雑魚キャラクターとして大量登場する。SPの外伝でホロの麦穂を持ち去った犯人は松永くん（ただしクラスメイトの筈のドクロちゃんと桜くんに「あの猿」と呼ばれているので別人の可能性もある）でお腹が減って食べようとしていた。
使用技は木下くんが攻撃力を上げる「鹿せんべい」、松永くんが封印状態にする「リコーダー演奏」、吉田くんがキリンを呼んで突進させる「遠吠え」。

#### アスラクライン
（原作：三雲岳斗 原作イラスト：和狸ナオ）
水無神 操緒
声：戸松遥
電撃ヘルパー / 得意カード：補助・召喚 / 属性「知」
『アスラクライン』のヒロイン。機巧魔神（アスラ・マキーナ）・黑鐵の副葬処女（ベリアル・ドール）。はっきりした性格で自分達を護ってくれたお礼だとすぐに協力する事を了承する。「主人公の世界」では智春と離れて行動できる。普通に人と接せる場所と異世界の事情に迂闊に踏み込めないことで嬉しさと辛さの板挟みになる。霊体だが、主人公の脳裏に映る丘では彼女も他のヒロインと同様に十字架に縛られている。
夏目 智春
声：入野自由
「操緒の世界」の主人公。操緒の幼馴染で黑鐵の演操者（ハンドラー）。主人公は「口煩い幼馴染」がいると親近感を抱く。異世界の人物には操緒の姿が認識できるので彼女が普通に周りと接せることに安心する反面、それが重なり異世界の記憶を持ち帰れないという事実には特に辛さを表に出している。
主人公は黑鐵の高重力エネルギーを行使し、敵を引き込む最強技「黒の剣撃」として用いる。
嵩月 奏
声：野中藍
「操緒の世界」のもう一人のヒロイン。智春と同じクラスの悪魔。契りの話で操緒とは上手くいっていない。竜児の目を見て同族だと勘違いした。人見知りで無口なイリヤと互いに歩み寄ろうとする。
黒崎 朱浬
声：田中理恵
洛芦和高校科學部部長代理の機巧化人間（サイボーグ）。異世界の存在と特異な登場人物達を見て歓喜し、積極的に接近する。そのため、「互いの世界の事を知るのは良くない」という意見に対して反論しており、主人公は帰ったら記憶が残らないことを彼女には隠している。また、同じく異世界のことに執着している新聞部の水前寺と行動することが多い。
偽・黒崎 朱浬
敵キャラクター / 属性「闘」 / 状態異常：無効 / 封絶：無効（弱体化時は有効）
第12章の中ボスで「シャナの世界」に送り込まれた偽者。戦闘力を無理に底上げさせたためか人格は崩壊している。攻撃力と防御力が真・絶夢以上とかなりの強敵だが、下着を使うことで大幅に弱体化できる。ただし、弱体化させず倒した場合、貴重なカードが手に入る上、ボスのマージョリーまで一気に省略できる。
必殺技は内蔵武器の「全弾発射」。
佐伯 玲士郎
声：森久保祥太郎
敵キャラクター / 属性「知」 / 状態異常：無効 / 封絶：有効
第7章のボスである絶夢に呼び出された登場人物本人。神聖防衛隊会長で翡翠の演操者。奏を滅ぼす為に未来から智春を狙い現れる。彼によれば絶夢の力は悪魔に近く、「操緒の世界」とは親和性がある。
必殺技および召喚技は翡翠の高周波による絶対零度「科学の音色に凍てつく影」。基本は翡翠が攻撃し本人は機関銃で援護攻撃をしてくる。
志津間 哀音
玲士郎の幼馴染で翡翠の副葬処女。玲士郎の側らに離れず付き従う。
偽・橘高 冬流
敵キャラクター / 属性「無」 / 状態異常：無効 / 封絶：有効
「操緒の世界」の元・演操者（エクス･ハンドラー）から生み出された、絶夢の居城を護る偽者たちの一人。
必殺技は手にした刀で斬り付ける「回転斬り」。
キャメロン
敵キャラクター（異形） / 属性「恋」 / 状態異常：有効 / 封絶：有効
人間の柱谷 圭一郎と雌型悪魔の由璃子が契約した事で生まれた雷獣の使い魔（ドウター）。本作では雑魚として大量登場。なぜか鳴桜邸地下室の警備員をしている個体もいる。
攻撃方は近遠両方の2通りがあり通常、技の「放電」含めて麻痺の追加効果を持っている厄介な敵。“燐子”と同様に人知を超えた存在のため、対異形の武器系電撃カード「鬼斬り」が有効。

#### 学園キノ
（原作：時雨沢恵一 原作イラスト：黒星紅白）
難易度を「難しい」にして350回以上戦闘を行うと特典として登場。ロレンスから購入できるモデルガンを使用することで変身し、戦闘キャラクターとしてキノの代わりに使用可能になる（もう一度使用することで元に戻ることも可能）。ただし、戦闘時の姿と一部のパラメータが変化するだけでモーションやセリフはキノのままとなっている。
木乃（学園キノ）
声：前田愛
戦闘キャラクター / 攻撃系統：銃撃 / 属性「恋」
異なる世界の別人（或いは並行同一存在）だが、本作ではキノ本人が変身した姿として出演する隠しキャラクター。
服装や頭髪の色彩の他に加えてEP最大値が激減する代わりに、攻撃力が大幅に上昇した通常技特化型で、「エルメス体当たり」も木乃仕様になる。

#### ブギーポップは笑わない
（原作：上遠野浩平 原作イラスト：緒方剛志）
本編に出演するのは1シーンのみであり、電撃カードとしても2枚しか入手できない貴重品として登場するなど、隠しキャラクター・ゲスト出演的な形となっている。
ブギーポップ
声：清水香里
女子高生・宮下 藤花の内に潜む、世界の異変と共に姿を現す存在。物語が佳境である事を「物語を読む者（プレイヤー）」に伝え、主人公たちに自分の助けは必要ないと判断し、顔を合わせることなく何処かへ去る。
召喚技は戦闘キャラクターが全滅寸前に発動し、鋼鉄製ワイヤーで敵全体に攻撃する「不気味な泡」。任意で使用できない。
緒方剛志が真・絶夢の画を担当した縁か主要人物以外では唯一の描き下ろし全身画が公式ファンブックに掲載されている。

#### 狼と香辛料
（原作：支倉凍砂 原作イラスト：文倉十）
購買部でショップを経営している。ロレンスからは消費アイテム、ホロからは電撃カードを購入することができる。
ホロ
声：なし
巨大な狼の化身。意外と商売はしっかりしており、自分の世界にはない「現代用語」も覚える。崩壊しかけた彼女の世界では物語の種にロレンスとの出逢いの場面が残っていた。
召喚技は攻撃力低下や麻痺の追加効果と低確率の即死を併せ持った、本来の姿となっての「遠吠え」。
SP5章終了後に追加された外伝では大切な麦穂をなくしてしまい主人公に探索を依頼してくる。
クラフト・ロレンス
声：なし
ホロと共に旅をする行商人。学園に来てからは生活できるように購買部を借りて商売している。特典小説では慣れない店の経営と異世界での生活に苦労する様子が描かれる。

#### BACCANO!
（原作：成田良悟 原作イラスト：エナミカツミ）
8章以降に登場。学園地下から遊技場に移動可能となり、ミニゲームによって稼いだコインを電撃カードと交換できる。
フィーロ・プロシェンツォ
声：なし
マンハッタンのカモッラ「マルティージョ・ファミリー」の幹部。特典小説にて、実は自身が異世界にいるとはっきり自覚していなかったこと（ロニーの見立てによれば時間軸もこの世界と繋がってしまったため）と、一緒に居るロニーの力か学園地下と彼の世界のカジノと繋がっていることが判明する。崩壊しかけた彼の世界では物語の種にエニスと出逢う場面が残っていた。その時は1930年の筈だが小説の題名は『1931年 特急編』と記されている。物語の種もその時の舞台だった蒸気機関車「フライング・プッシーフット号」の機首となっている。
SP9章終了後に追加された外伝では行方不明になった彼の大切な帽子を探してくれと依頼される。

#### いぬかみっ!
（原作：有沢まみず 原作イラスト：若月神無）
11章以降に登場。「しゅくち」で学園内の施設に移動させてもらう事ができる。
ようこ
声：なし
犬神使いの末裔である啓太と契約した犬神で本当は大妖狐の化身。崩壊しかけた彼女の世界では物語の種に彼との契約の場面が残っていた。
召喚技は強力な広範囲炎術「だいじゃえん」。
SP14章終了後に追加された外伝では普段首にかけているカエルの首飾りをなくしてしまい、それを探す話がある。実はこれは彼女と啓太を繋ぐ契約の証であり、これが片方の手にだけあると一方的に妖力を奪われてしまうため、気弱な少女を演じていた。証が手元に戻った途端、主に対する独占欲が強い過激な本性を曝け出して主人公の腰を抜かせた。

## 用語
エンターテイナー
物語の世界を創り出した創造主、つまり電撃文庫の原作者。「物語」に限らず音楽、舞踊、書画といった人心を動かす物を生み出す力を持つ者がそう呼ばれる。シャナやアラストール曰くそれらの世界は“僅か五分の距離”で繋がっている。
世界の中心となるヒロインには強大な力が宿っているとされ、（多少強引な手を使ってでも）一行に参加させる必要がある。主役の男性にもそれなりの加護があるようだが主人公を除けば、異世界の敵に対抗できるほどではない。
電撃カード
電撃文庫の登場人物や器物の能力を宿したカード。戦闘能力のない春香、インデックス、操緒はこの能力を借りて戦闘を支援するほか、物語内でも使う場面がある。「主人公の世界」以外でも発見されたり所有している人物がいるが、なぜこのような物が存在するのかは不明。
物語の種
絶夢によって崩壊した世界で辛うじて残っている欠片。物語にとって重要な物の形を取り、それに触れることで残っている場面から世界を修復できる。物語後半で主人公は直接触れずとも存在を感じ取れるようになる。なお、崩壊した世界は全体が森のようなもので埋め尽くされており、元の世界の面影は存在しない。ただしこの段階でも消えずに世界に存在している登場人物はいる模様。
偽者
絶夢が世界の改竄のために生み出した登場人物の複製。目に映る姿は同一だが中身は全く別人で、本来は争いと無縁な者でさえ好戦的になり、悪役は更に輪をかけたが如き凶悪さを見せる。基が普通の人間でも本人が持たない能力を与えられ、充分に戦闘行為を行える。逆に元々が高い能力を有する者を完全に再現することはできない。本人のふりをして近づこうとする者もいるが“存在の力”を感じ取れるシャナと戦いの中で新しい能力を得た主人公には通用しない。個人としての自我を持って生まれ、戦う理由と目標を持つが、結局は“生みの親”である絶夢にいいように扱われる。そのため主のことを蔑視し、明確な敵愾心を表す者もいる。
組織としての“絶夢”
絶夢には前述の偽者や敵対者以外にも多数の戦力があり、物語の世界を探索する主人公たちを様々な方法で妨害する。幹部格は大きく分けて「自身の野望成就のため生え抜きから絶夢の一味として行動する者（フリアグネ、本物のステイル、玲士郎、アウレオルス）」、「絶夢により操られた文庫世界の住人（春香親衛隊長とサバト）」、「絶夢と行動する人物の仲間（マリアンヌ）」、「一時的な協力者（シュドナイ）」がいる。これらは物語上にあってはならない存在であり、倒されると痕跡と共に消滅する（絶夢の影響を受けた人物は改竄阻止で回帰出来る）。世界法則が異なり、絶夢に仲間意識が無いにもかかわらず彼らの計画性と行動力は高い。当初は出身や本人が存在する世界にしか降りられなかったが、絶夢の成長に伴って主人公ら同様に複数の世界で行動可能となる。

## 主題歌
オープニング「オデッセイ」
作詞：岩里祐穂 / 作曲・編曲：鳥山雄司 / 歌：南里侑香
挿入歌「Planetary」
作詞：白峰美津子 / 作曲：浅井裕子 / 編曲：河越重義・浅井裕子 / 歌：春日井キズナ（喜多村英梨）

## スタッフ
開発はペガサス・ジャパンが行い、本作のシナリオは前田圭士をディレクター及びメインライターにシナリオ工房 月光が手がけ、音楽は鳥山雄司が担当する。主題歌は南里侑香の「オデッセイ」である。なお、この曲の作詞は岩里祐穂が担当する。
また、ゲームのイベントCGなどのグラフィック制作には福岡のアダルトゲーム制作会社・あかべぇそふとつぅのグラフィッカー陣も参加している。

## 予約特典『電撃学園RPG文庫』収録作品
基本的に「キノの旅」と「とらドラ!」以外の作品はすべて電撃学園を舞台としている。
キノの旅 -the Beautiful World-『ゲームの国 -Save Your Life!-』 著者：時雨沢恵一 イラスト：黒星紅白
旅を続けるキノとエルメスは、人が死ぬのを恐れず、街中で突然死ぬ様なことがあるという奇妙な噂の国を訪れる。そこで出会ったのは病院のセーブポイントと呼ばれるベッドが「死んでもこの場所から別の世界で人生をやり直せる」場所と信じている人々だった。
乃木坂春香の秘密編 著者：五十嵐雄策 イラスト：しゃあ
電撃学園の音楽室に『ドジっ娘アキちゃん』の楽譜を置き忘れてしまった春香。このままでは彼女の秘密がバレてしまうので夜の内に回収しようと忍び込む祐人達を待っていたのは世間で知られる物とかけ離れた、一癖も二癖もある「七不思議」だった。
なお、この話は一部他の話と内容がリンクしている。
撲殺天使ドクロちゃん編 著者：おかゆまさき イラスト：とりしも
『電撃学園RPG Cross of Venus』の参戦が決定した『撲殺天使ドクロちゃん』。しかし登場を見送られたゼブルちゃんの怒りが爆発間近になり、何とか宥めようとする桜くんだが、そこにドクロちゃんや他の天使が次々と火に油を注ぐ発言をした結果、またしてもその身に災難が降りかかる羽目に。
C3 -シーキューブ-編 著者：水瀬葉月 イラスト：さそりがため
目が覚めると電撃学園の教室にいたフィア。突然の出来事にもかかわらず異世界にいることすら気づかない能天気な彼女はホロが留守番をしている購買部で大好物の煎餅を見つける。空腹のフィアはどうしても煎餅を食べたいが無一文のため、買うことができない。そこで煎餅に興味を持ったホロは自分の大好物である蜂蜜リンゴと交換し、お互いに食べ比べをしようという条件を出す。お守り代わりと渡された一粒の麦を持って、フィアの「わらしべ長者」ならぬ「むぎつぶ長者」が始まった。
世界平和は一家団欒のあとに編 著者：橋本和也 イラスト：さめだ小判
電撃学園に向かう筈だった柚島は気が付くと全く知らない校舎に迷い込んでいた。理由も分からず彷徨う彼女の前に「苦手な幽霊」少女の操緒が現れ、学校の名が烙芦和高校だと判る。互いに思いを寄せている男性について意気投合する二人組。しかし奇妙な空気が漂う校内に迷い込んだのは彼女達だけではなかった。
アスラクライン編 著者：三雲岳斗 イラスト：和狸ナオ
『電撃学園RPG Cross of Venus』をテーマにしたラジオコーナー。DJを務めるのは『アスラクライン』の水無神操緒と嵩月奏。だが普段と調子の違う奏に振り回される操緒。一向に番組は進まず、果たしてどうなるのやら。
狼と香辛料編 著者：支倉凍砂 イラスト：文倉十
電撃学園に飛ばされてからは購買部を借り、遂に念願の自分の店を手に入れたロレンス…なのだが仕事が多くなってホロと二人だけで経営するのは苦労が絶えなかった。一方のホロだが異世界の生活に完全に順応しており、携帯ゲーム機（ニンテンドーDS）やインターネット、現代日本の言葉やオタク用語まで完璧に覚えていた。普段と違う商売、普段通りの二人の日常。
デュラララ!!編 著者：成田良悟 イラスト：ヤスダスズヒト
池袋でいつも通りの騒がしい日常を満喫していた『首なしライダー』のセルティと電撃文庫愛読者の遊馬崎。別々の場所で時間を過ごしている筈だった二人はどういう理由か文庫の登場人物が実在する電撃学園で鉢合わせる。順応して狂喜に浸る遊馬崎に困惑しつつも歯止めに回るセルティ。この見知らぬ世界で思いがけない出逢いがあるとも知らずに…。
とらドラ!編 著者：竹宮ゆゆこ イラスト：ヤス
いつもの教室でいつものやり取りをする竜児、太河、美乃利、北村。そんな時に何気なく聞いた嫌いな食べ物で北村が指したのはちょろぎ。しかし太河と美乃利はちょろぎが何なのか分からずに首を傾げる。そしてその事実に大袈裟に驚く竜児と北村。何故かいつもと違う調子で四人の会話が弾んでいく。

## 関連商品

### 書籍
- 『電撃学園RPG Cross of Venus』公式ファンブック（2009年3月25日）
  - アクセサリデスクトップCD付属

### CD
- 南里侑香の2ndシングル「オデッセイ」（2009年2月25日）
- ドラマCD 電撃学園RPG キズナの冒険（2009年3月28日）
  - ドラマ主題歌「believe」
    - 作詞：ひみこ / 作曲：真柴修 / 編曲：KK /歌：春日井キズナ（喜多村英梨）

  - 本編序章ドラマCD『キズナの冒険』全7章収録 配役は以下の通り。
    - 春日井キズナ - 喜多村英梨
    - 主人公 / 絶夢 - 竹本英史
    - シャナ / 逢坂大河 / 三橋檎サバト - 釘宮理恵
    - 偽・美乃梨 - 堀江由衣
    - 高須竜児 - 間島淳司

  - ゲーム挿入歌「Planetary」
- 電撃学園RPG Cross of Venus オリジナル・サウンドトラック（2009年3月25日）
  - 音楽：鳥山雄司

主題歌・挿入歌も含め、いずれもユニバーサルミュージック合同会社 / ユニバーサルJからリリースされている（発売・販売ともに同社から）。

## その他
- 主人公、絶夢役の竹本、キズナ役の喜多村は『電撃文庫Webラジオ 喜多村市立竹本学園』のパーソナリティーである。
- 2014年に稼働開始した本作と同じく電撃文庫のクロスオーバーゲーム『電撃文庫 FIGHTING CLIMAX』も本作と似た世界観で書かれており一部本作の出演作がかぶっているほかボスの名前がぜつむ（ただし漢字表記は絶無）、登場キャラクターの偽者を作り出せるなど本作を彷彿とさせる描写が多い。